# 安顺州
安顺州，明朝时设置的州。
洪武十六年（1383年）改习安州置，治所在今贵州省安顺市东。辖境相当今贵州省安顺市及六枝特区等地。成化中移治今贵州省安顺市。万历三十年（1602年）改为安顺军民府。 